# Lalita Lajmi
Lalita Lajmi (en bengali ললিতা লাজমী ; née le 17 octobre 1932 à Calcutta en Inde britannique et morte le 13 février 2023 à Bombay (Inde)) est une peintre indienne.

## Biographie
Lalita Lajmi est la sœur du réalisateur Guru Dutt. 
Elle a commencé sa carrière au début des années 1960. 
Elle a fait une apparition dans le film Taare Zameen Par en 2007.

### Famille
Sa fille, Kalpana Lajmi, est réalisatrice de films.